# Kingdom Rush
Kingdom Rush là trò chơi phòng thủ tháp được phát triển bởi Ironhide Game Studio và được Armor Games phát hành.  Được phát hành vào ngày 28 tháng 7 năm 2011, dưới dạng một trò chơi trên trình duyệt, tiếp theo là các phiên bản dành cho iOS vào tháng 12 năm 2011, Android vào ngày 13 tháng 5 năm 2013, Windows và macOS vào ngày 6 tháng 1 năm 2014. Trong bối cảnh giả tưởng thời trung cổ của trò chơi, người chơi nắm quyền kiểm soát về một vị tướng phục vụ dưới quyền vua Denas của Linirea, người phải bảo vệ vùng đất khỏi sự tấn công của lũ quái vật độc ác. Mỗi ván bao gồm một số con đường được thiết lập sẵn, người chơi có thể đặt các tháp phòng thủ xung quanh để chống lại những con quái vật đang đến gần. Việc tiêu diệt kẻ thù mang lại cho người chơi vàng mà họ có thể sử dụng để xây thêm các tòa tháp mới hoặc nâng cấp các tòa tháp hiện có để cải thiện khả năng của nó.
Kingdom Rush được phát triển trong khoảng thời gian sáu tháng bởi nhà phát triển Ironhide Game Studio có trụ sở tại Uruguay. Studio được thành lập vào năm 2010 bởi Álvaro Azofra, Pablo Realini và Gonzalo Sande, những người đã coi Kingdom Rush là dự án lớn đầu tiên của họ sau khi thực hiện một số trò chơi flash nhỏ. Sau khi chứng kiến sự thành công của trò chơi phòng thủ tháp, cả ba quyết định tái tạo chiến lược cơ bản của thể loại này, kết hợp nó với các yếu tố của trò chơi khác mà họ đã chơi khi còn trẻ.
Kingdom Rush được phát hành lần đầu tiên vào ngày 28 tháng 7 năm 2011 dưới dạng trò chơi trình duyệt miễn phí. Phiên bản trên iOS được phát hành vào tháng 12 năm 2011, tiếp theo là phiên bản trên Android vào ngày 17 tháng 5 năm 2013, Windows và macOS vào ngày 6 tháng 1 năm 2014. Bản phát hành sau đó cho Nintendo Switch được xuất bản vào ngày 30 tháng 7 năm 2020 và các phiên bản dành cho Xbox One  và Xbox Series X/S được phát hành vào ngày 24 tháng 1 năm 2023. Trò chơi thành công về mặt tài chính và nhận được đánh giá chung tích cực từ các nhà phê bình, những người khen ngợi đồ họa và nâng cấp tháp, trong đó nhiều người coi đây là một trò chơi phòng thủ tháp nổi bật. Sau khi phát hành, Ironhide Game Studio đã hỗ trợ thêm cho Kingdom Rush một số bản cập nhật và mở rộng nội dung miễn phí. Thành công của trò chơi đã kích động các kế hoạch phát triển ngành công nghiệp trò chơi điện tử của Uruguay và khuyến khích Ironhide Game Studio sản xuất các phương tiện truyền thông liên quan. 

## Lối chơi
Là trò chơi phòng thủ tháp lấy bối cảnh giả tưởng thời trung cổ. Các ván chơi bao gồm một số con đường được thiết lập sẵn mà kẻ thù hành quân qua và người chơi phải đánh bại chúng trước khi chúng đi đến cuối con đường và tiêu hao sinh mạng, khi đó trò chơi sẽ kết thúc. Để ngăn chặn kẻ thù đi đến cuối cùng, người chơi phải xây các tháp phòng thủ thông qua chi tiêu tại các điểm cố định trên đường để tấn công bất kỳ quái vật nào đang lao tới.
Người chơi có thể chọn giữa bốn loại tháp để đặt: cung thủ, pháp sư, pháo binh và doanh trại. Mỗi loại tháp có những điểm mạnh riêng biệt, chẳng hạn như pháo hiệu quả hơn khi chống lại quái vật theo nhóm, cung thủ bắn tốt hơn trong việc nhắm mục tiêu vào các kẻ địch bay trên không và doanh trại huấn luyện binh lính tấn công cận chiến và làm chậm kẻ thù. Têu diệt quái vật mang lại cho người chơi vàng mà họ có thể sử dụng để xây thêm thêm tháp hoặc nâng cấp những tháp hiện có. Mỗi loại tháp có thể được tăng cấp ba lần trước khi người chơi phải lựa chọn giữa hai lần nâng cấp cuối cùng với khả năng riêng biệt của nó. Ví dụ: nâng cấp cuối cùng cho tháp pháp sư có thể là "Arcane Wizard" bắn tia sét và dịch chuyển quái vật trở lại đường hoặc "Soccerer" triệu hồi khổng lồ nguyên tố đất phòng thủ và làm suy yếu khả năng phòng thủ của kẻ thù.
Ngoài các tòa tháp, người chơi có thể chiến đấu với quái vật bằng hai khả năng có thể được triển khai ở bất kỳ đâu trong các ván chơi và nạp lại năng lượng qua thời gian trước khi chúng có thể được sử dụng lại: phép mưa lửa gây sát thương trong một khu vực và khả năng triệu tập binh lính để chặn và đánh lạc hướng kẻ thù. Hơn nữa, người chơi cũng được trao quyền điều khiển một đơn vị anh hùng duy nhất, mạnh hơn những người lính thông thường, có thể di chuyển tự do trong ván chơi và có các khả năng riêng biệt. Hoàn thành các ván chơi trong Kingdom Rush cho phép người chơi mở khóa các anh hùng mới và kiếm được một loại tiền tệ gọi là "sao", có thể dùng để đổi lấy những nâng cấp kỹ năng cho tháp và phòng thủ. Cũng có thể kiếm được thêm các ngôi sao thông qua các thử thách đặc biệt ở các cấp độ đã hoàn thành, trong đó có các vị trí kẻ thù khó khăn hơn và ít tài nguyên hơn

## Nội dung
Người chơi sẽ vào vai một vị tướng phục vụ Vua Denas của Linirea. Sau khi được cử đi chiến đấu chống lại những kẻ ngoài vòng pháp luật được báo cáo xung quanh thành phố Southport, tướng quân biết được rằng các băng nhóm ngoài vòng pháp luật thực sự là quân đoàn Orc phục vụ dưới quyền của phù thủy độc ác Vez'nan. Sau khi phát hiện ra rằng Vez'nan đã xâm lược Linirea, tướng quân quay trở lại thủ đô và cố gắng bảo vệ nó khỏi quân địch, tiến vào vùng núi gần đó với mục tiêu đánh bại thuật sĩ. Đến đền Stormcloud, các phù thủy cư trú sử dụng một câu thần chú để dịch chuyển quân đội của nhà vua đến vùng đất hoang gần tòa tháp của Vez'nan. Vị tướng chiến đấu qua vùng đất hoang và đến được tòa tháp, đánh bại Vez'nan và trở về nhà trong buổi lễ ăn mừng chiến thắng. Trong một phân cảnh sau phần post-credit, một nhân vật đội mũ trùm đầu phát hiện ra quyền trượng của Vez'nan, định sử dụng nó cho mục đích riêng của mình. Sau ván chơi đối đầu với Vez'nan, các ván chơi sau sẽ xuất hiện ở các địa điểm còn lại.

## Phát triển
Kingdom Rush được phát triển trong khoảng thời gian sáu tháng bởi nhà phát triển Ironhide Game Studio có trụ sở tại Uruguay. Studio được thành lập vào năm 2010 bởi Álvaro Azofra, Pablo Realini và Gonzalo Sande, những người đã coi Kingdom Rush là dự án lớn đầu tiên của họ sau khi thực hiện một số trò chơi Flash nhỏ. Sau khi chứng kiến sự thành công của trò chơi phòng thủ tháp, cả ba quyết định tái tạo chiến lược cơ bản của thể loại này, kết hợp nó với các yếu tố của trò chơi khác mà họ đã chơi khi còn trẻ. Chủ đề thời trung cổ được lấy cảm hứng từ sự đề cập đến các hiệp sĩ và pháp sư trên các phương tiện truyền thông đại chúng, bên cạnh trải nghiệm của đội với tư cách là người chơi Dungeons & Dragons.
Phần lập trình do Realini quản lý, trong khi thiết kế nghệ thuật do Sande thực hiện, người tập trung vào việc tạo ra phong cách hoạt hình có nhiều chi tiết. Nhóm không nhận được phản hồi nào trong quá trình phát triển và đã hết tiền và tiền tiết kiệm vào thời điểm phát hành. Phiên bản flash đầu tiên của trò chơi đã nhận được một trong những xếp hạng có lợi nhất trên Kongregate và thành công về mặt tài chính, với việc studio đã môi giới một thỏa thuận với nhà tiếp thị và nhà phát hành Armor Games của họ để chuyển các phiên bản sang thiết bị di động. Realini phụ trách mã hóa và lập trình cổng cho iOS, hoàn thành sau 4 tháng, lọt top bảng xếp hạng App Store và thu hút hơn 100 triệu lượt tải xuống.

## Phát hành
Kingdom Rush được phát hành lần đầu tiên vào ngày 28 tháng 7 năm 2011, dưới dạng trò chơi trình duyệt miễn phí, trở thành một trong những trò chơi phổ biến nhất trên cổng Kongregate chỉ sau vài ngày ra mắt. Phiên bản trên iOS được phát hành vào tháng 12 năm 2011, tiếp theo là các phiên bản trên Android vào ngày 17 tháng 5 năm 2013 và Windows và macOS vào ngày 6 tháng 1 năm 2014. Bản phát hành sau đó cho Nintendo Switch được phát hành vào ngày 30 tháng 7 năm 2020, tiếp theo là các phiên bản dành cho Xbox One và Xbox Series X/S vào ngày 24 tháng 1 năm 2023.
Sau khi phát hành, Ironhide Game Studio đã hỗ trợ Kingdom Rush một số bản cập nhật và mở rộng nội dung miễn phí.  Bản cập nhật có tên "Winter Storm" được phát hành vào ngày 21 tháng 3 năm 2013, bổ sung thêm chế độ khó hơn, các tùy chọn anh hùng mới và hai cấp độ xoay quanh việc người chơi chiến đấu chống lại lãnh chúa troll Ulguk-Kai. Một nhóm cấp độ mới được gọi chung là chiến dịch "Burning Torment" đã được giới thiệu vào ngày 3 tháng 10 năm 2013, bổ sung thêm hai anh hùng, năm loại kẻ thù mới và một trận đấu trùm chống lại Moloch the Archdevil. Một cấp độ miễn phí có tên là Fungal Forest được phát hành vào ngày 19 tháng 12 năm 2013, cùng với một anh hùng mới và một trận đấu trùm. Một bản mở rộng bao gồm bốn cấp độ và có tám kẻ thù mới đã được thêm vào iOS vào ngày 21 tháng 1 năm 2015, với chiến dịch xoay quanh cuộc chiến chống lại Chúa tể độc ác Blackburn và đội quân xác sống của hắn.

## Đón nhận
Theo trang web tổng hợp đánh giá Metacritic, Kingdom Rush nhận được "đánh giá chung là tích cực" cho phiên bản iOS của nó..
Các nhà phê bình coi Kingdom Rush là một trò chơi phòng thủ tháp nổi bật, với những người đánh giá gọi nó là đáng nhớ, và "một tác phẩm kinh điển ngay lập tức". IGN và Paste tán thưởng đồ họa, tin rằng chúng tạo ra một tâm trạng vui vẻ giúp khen ngợi lối chơi. Pocket Gamer viết rằng hiệu ứng hình ảnh và âm thanh đã tạo ra "cảm giác vui nhộn" giúp trò chơi không trở nên tẻ nhạt hoặc lặp đi lặp lại. Eurogamer đánh giá cao hơn nữa tính nghệ thuật, viết rằng nó đóng vai trò như một yếu tố riêng biệt của trò chơi, bổ sung cho hệ thống nâng cấp của nó.
Mặc dù những người đánh giá nhận thấy cấu trúc của lối chơi tuân theo các quy ước quen thuộc của thể loại phòng thủ tháp, nhưng họ nhấn mạnh khả năng tùy chỉnh được cung cấp bởi các bản nâng cấp khác nhau. TouchArcade thích các lựa chọn chiến lược có sẵn cho người chơi, gọi việc trình bày các bản nâng cấp là khiêm tốn, với khả năng tùy chỉnh ngày càng đa dạng. Người đánh giá coi tất cả các bản nâng cấp đều có giá trị, lưu ý rằng trò chơi không công khai ép buộc người chơi chọn một bản cụ thể. Tương tự, IGN nhận thấy các bản nâng cấp cuối cùng đã thể hiện mức độ tiện ích ngoài bốn tùy chọn tháp cơ sở và mang lại cho những người chơi thận trọng một lợi thế khác biệt.
Độ khó của Kingdom Rush là chủ đề nhận xét từ những người đánh giá, những người coi trò chơi là thử thách. TouchArcade nhận thấy lối chơi khiến bạn hài lòng bất kể chế độ khó đã chọn và nói rằng không có thử thách nào khiến bạn khó chịu. IGN đồng ý với đánh giá này, viết rằng không có cấp độ nào cảm thấy không công bằng, thay vào đó được cân bằng và thực hiện tốt. Một số người đánh giá cho rằng độ khó khó của trò chơi đã được bù đắp bằng giai điệu dễ chịu và cách trình bày lối chơi. Pocket Gamer chia sẻ ở quan điểm này, gọi trò chơi là "sự kết hợp hiếm có giữa sự thất vọng và sự phù phiếm" nhưng vẫn rất thú vị. Người đánh giá kết luận bằng cách nói rằng sự kết hợp giữa cơ chế thử thách với giai điệu vui vẻ đã giúp trò chơi nổi bật so với phần còn lại của thể loại phòng thủ tháp.

## Di sản
Thành công của Kingdom Rush đã thúc đẩy các kế hoạch giúp phát triển ngành công nghiệp trò chơi của Uruguay, nơi có số lượng nhà phát triển ít và thiếu hiệp hội nhà phát triển chính thức vào thời điểm phát hành. Ironhide Game Studio sau đó sẽ bổ sung tính năng mua hàng trong ứng dụng vào trò chơi để giúp kiếm tiền từ thành công của trò chơi. Nhóm đã bắt đầu phát triển phần tiếp theo có tên Kingdom Rush: Frontiers và họ quyết định tự phát hành. Phần thứ hai đã được lên kế hoạch mở rộng dựa trên câu chuyện được trình bày trong phần đầu tiên đồng thời giới thiệu các bản nâng cấp mới cho tháp và cây kỹ năng cho anh hùng. Quyền thương mại được hỗ trợ thêm khi các nhà phát triển phát hành truyện tranh dựa trên câu chuyện. Kingdom Rush: Frontiers được phát hành lần đầu vào ngày 6 tháng 6 năm 2013 trên iOS, nhận được "đánh giá chung là thuận lợi" theo Metacritic.
Phần tiền truyện của phần đầu tiên có tên Kingdom Rush: Origins được phát hành cho iOS và Android vào ngày 20 tháng 11 năm 2014, kể về câu chuyện liên quan đến một quốc gia yêu tinh tiến hành cuộc chiến chống lại kẻ thù cổ xưa của họ.. Phần thứ tư trong series có tên Kingdom Rush: Vengeance đã được phát hành cho iOS và Android vào ngày 22 tháng 11 năm 2018. Phần thứ tư cho kể về hành trình xâm lược Linirea của phù thủy bóng tối Vez'nan và đội quân của hắn chống lại tinh linh, người lùn và các nhân vật từng xuất hiện ở ba phần trước. Những thay đổi lớn đối với cơ chế chơi trong phần thứ tư bao gồm loại bỏ hai tùy chọn nâng cấp cuối cùng và bổ sung mười sáu loại tháp khác nhau, trong đó có thể chọn sử dụng tối đa năm tháp khác nhau xuyên suốt các ván chơi. Ironhide Game Studio đã phát hành một trò chơi spin-off có tên Legends of Kingdom Rush vào ngày 11 tháng 6 năm 2021 cho iOS thông qua Apple Arcade. Không giống như các phần trước đây trong series với lối chơi phòng thủ tháp, lối chơi của Legends of Kingdom Rush là chiến lược theo lượt. Trò chơi thứ năm trong series có tên Kingdom Rush 5: Alliance đã được công bố vào năm 2024 và sẽ được phát hành cho iOS, Android và PC vào ngày 25 tháng 7, có thể đặt hàng trước trên iOS vào ngày 10 tháng 4. Cốt chuyện của Alliance diễn ra sau hai phần Vengeance và Legends, nơi lực lượng của Vua Denas và Vez'nan liên minh với nhau để đối mặt với kẻ thù hùng mạnh. Các tòa tháp và anh hùng trong trò chơi dựa trên quân lính có trong cả hai đội quân và người chơi sẽ điều khiển hai anh hùng trong cùng một màn.